# كوري هرتزوغ
كوري هرتزوغ (بالإنجليزية: Corey Hertzog)‏ هو لاعب كرة قدم أمريكي في مركز الهجوم، ولد في 1 أغسطس 1990 في ريدينغ في الولايات المتحدة. لعب مع أورلاندو سيتي وبيتسبورغ ريفرهوندز وتامبا باي راوديز وريدينغ يونايتد إيسي وفانكوفر وايتكابس ونادي إدمونتون ونادي رينو 1868 ونيويورك ريد بولز.

## وصلات خارجية
- كوري هرتزوغ على موقع الدوري الأمريكي (الإنجليزية)
- كوري هرتزوغ على موقع قاعدة بيانات كرة القدم.إي يو (الإنجليزية)
- كوري هرتزوغ على موقع Soccerway.com (الإنجليزية)